# Équipe de France de rugby à XV à la Coupe du monde 2003
L'équipe de France a terminé demi-finaliste et quatrième de la Coupe du monde de rugby à XV 2003, après avoir été battue par l'équipe de Nouvelle-Zélande pour la petite finale, et d'abord par l'Angleterre en demi-finale.

## Résultats
(voir également Coupe du monde de rugby 2003)
7 matchs, 5 victoires, 2 défaites.
267 points marqués (29 essais dont 22 transformés, 22 pénalités, 4 drops), 155 points encaissés.

### Poule B
- 11 octobre : France 61 - 18 Fidji
- 18 octobre : France 51 - 29 Japon
- 25 octobre : France 51 - 9 Écosse
- 31 octobre : France 41 - 14 États-Unis

La France termine première de son groupe et se qualifie pour les quarts de finale.

### Quarts de finale
- 9 novembre : France 43 - 21 Irlande

### Demi-finale
- 16 novembre : Angleterre 24 - 7 France

### Match pour la troisième place
- 20 novembre :  Nouvelle-Zélande 40 - 13 France

### Meilleurs marqueurs d'essais
- Christophe Dominici : 4 essais
- Imanol Harinordoquy, Yannick Jauzion, Brian Liebenberg: 3 essais

### Meilleur réalisateur
- Frédéric Michalak : 103 points

## Composition
Les joueurs ci-après ont joué pendant cette coupe du monde 2003. Les noms en gras désignent les joueurs qui ont été titularisés le plus souvent.

### Première ligne
- Yannick Bru (5 matchs, 3 titularisations, 1 essai)
- Jean-Jacques Crenca (6 matchs, 4 titularisations, 2 essais)
- Raphaël Ibañez (6 matchs, 1 essai, 1 carton jaune)
- Sylvain Marconnet (5 matchs)
- Olivier Milloud (5 matchs)
- Jean-Baptiste Poux (4 matchs, 1 essai)

### Deuxième ligne
- David Auradou (3 matchs)
- Olivier Brouzet (5 matchs)
- Fabien Pelous (6 matchs, 1 essai)
- Thibaut Privat (1 match)
- Jérôme Thion (4 matchs)

### Troisième ligne
- Serge Betsen (5 matchs, 2 essais, 1 carton jaune)
- Sébastien Chabal (3 matchs, 1 carton jaune)
- Imanol Harinordoquy (4 matchs, 3 essais)
- Christian Labit (5 matchs)
- Olivier Magne (6 matchs, 1 essai, 1 carton jaune)
- Patrick Tabacco (4 matchs)

### Demi de mêlée
- Fabien Galthié (capitaine) (5 matchs, 1 essai)
- Dimitri Yachvili (2 matchs, 1 pénalité, 1 transformation, 2 drops)

### Demi d’ouverture
- Gérald Merceron (6 matchs, 3 pénalités, 3 transformations)
- Frédéric Michalak (6 matchs, 2 essais, 18 pénalités, 18 transformations, 1 drop)

### Trois-quarts centre
- Yannick Jauzion (4 matchs, 3 essais)
- Brian Liebenberg  (3 matchs, 3 essais)
- Tony Marsh (6 matchs)
- Damien Traille (5 matchs)

### Trois-quarts aile
- David Bory (2 matchs)
- Christophe Dominici (5 matchs, 4 essais, 1 carton jaune)
- Pépito Elhorga (4 matchs, 2 titularisations, 1 essai)
- Aurélien Rougerie (5 matchs, 2 essais)

### Arrière
- Nicolas Brusque (5 matchs, 4 titularisations, 1 essai, 1 drop)
- Clément Poitrenaud (4 matchs, 3 titularisations)